# Black Flame
Black Flame es una banda italiana de black metal formada en 1998.

## Historia
Black Flame fue creada por Cardinale Italo Martire, Serpentrax y m:A Fog en 1998. Empezaron a tocar black metal, fuertemente influenciados por la música y letras ocultas. Lanzaron sus primeras dos demos en 2001 y 2002, seguidos por sus dos primeros conciertos en directo. Su único EP fue lanzado en 2002, y su primer álbum de estudio, The Third Revelation, lanzado en 2003. Este álbum incluye una versión cover de la canción "Abbot" de Mortuary Drape, cantada por el vocalista original de Mortuary Drape. Su segundo álbum de estudio, Torment and Glory, fue lanzado por Eerie Art Records en 2004. Después de hacer trabajo en algunos directos, la banda volvió al estudio y lanzó su tercer álbum, Conquering Purity, en mayo de 2006, un álbum que fue muy bien recibido por la crítica. El álbum fue producido por Peter Kubik, guitarrista de la banda austríaca Abigor, como cantautor. En 2006, Black Flame se convirtió en la primera banda en firmar con Forces of Satan Records, la discográfica noruega lanzada por el guitarrista y fundador Gorgoroth de la banda Infernus.
A través de los años, el batería m:A Fog se ha unido a muchas otras bandas, estableciéndose así como un gran batería: Glorior Belli, Slavia, Disiplin, Janvs, y Dead to this World. Esto, sin embargo, no alteró el progreso de Black Flame, quien estuvo en One Voice Studios en noviembre de 2007 para grabar su nuevo álbum Imperivm. El cuarto álbum de la banda fue lanzado en junio de 2008 con la discográfica Forces of Satan Records y Regain Records. Imperivm fue denominado el "Álbum del mes" en junio de 2008 en la revista Rock Hard de Italia, y también recibió críticas positivas en otras revistas de metal notables como la alemana Rock Hard y la italiana Metal Hammer.
En febrero de 2011, Black Flame anunció que su siguiente álbum se llamaría Septem y que fue lanzado el 4 de septiembre de 2011 a través de la discográfica italiana Behemoth Productions/Masterpiece Distribution. El diseño del álbum fue creado por Niklas Sundin, guitarrista de la banda melódica de death metal de Suecia Dark Tranquillity. El videoclip de la canción  "Zombies Without Hunger" fue lanzado en julio de 2011. En el verano de 2011, el bajista Serpentrax dejó la banda por razones personales.
Black Flame se respalda con guitarras Gibson bajos y Trick Drums.

## Miembros
- Cardinale Italo Martire - vocalista, guitarrista
- m:A Fog - batería
- Tiorad - guitarrista (directo) (desde julio de 2007)
- Gnosis - bajista (directo) (desde julio de 2011)

### Antiguos miembros
- Serpentrax - Bass (1998–2011)

## Discografía

### Álbumes de estudio
- 2003: The Third Revelation (lanzado por ellos mismos)
- 2004: Torment and Glory (Eerie Art Records)
- 2006: Conquering Purity (Worship Him Records)
- 2008: Imperivm (Forces of Satan Records/Regain Records)
- 2011: Septem (Behemot Productions/Masterpiece Distribution)
- 2015: The Origin of Fire (Avantgarde Music)

### EP
- 2002: From Ashes I'll Reborn (7") (Sombre Records)

### Demos
- 2001: Welcome (demo)
- 2002: Orgiastic Funeral (demo)

### Recopilatorios
- 2004: Black Celtic Summit V
- 2008: Signvm Martis B.M.I.A. Compilation[10]